# 日本茶インストラクター協会
特定非営利活動法人日本茶インストラクター協会（にほんちゃインストラクターきょうかい）とは、広く一般に対して、日本茶の更なる普及活動の推進に関する事業等を行うことにより、歴史ある日本茶文化の継承と、新たなる茶文化を創造し、もって広く社会の健康と文化及び教育の向上に寄与することを目的とする団体である。

## 概要
本部所在地 - 〒105-0021 東京都港区東新橋2-8-5　東京茶業会館5階

### 活動内容
- 日本茶インストラクター及び日本茶アドバイザー認定試験の実施
- 日本茶インストラクター及び日本茶アドバイザーの認定
- 日本茶インストラクター及び日本茶アドバイザー認定制度の普及
- インターネットによる日本茶検定の実施
- 茶に関する知識普及を目的とした通信教育の実施
- 茶の普及・啓蒙事業　各種イベントの開催・参加等
- 茶の資質向上教育の実施
- 茶に関する情報の収集及び提供

### 沿革
- 1999年 - 社団法人日本茶業中央会により「日本茶インストラクター等認定制度」発足
- 2000年 - 第1回日本茶インストラクター認定試験 (以降、毎年開催)
- 2000年4月 - 日本茶インストラクター協会設立に伴い、認定試験業務を受託
- 2000年6月 - 中級「日本茶インストラクター通信講座」を開始 (以降、毎年開講)
- 2001年4月 - 初級「日本茶アドバイザー通信講座」を開始 (以降、毎年開講)
- 2001年10月 - 第1回日本茶アドバイザー認定試験(以降、毎年開催)
- 2002年2月 - 内閣府により認証を得て、NPO法人化
- 2002年10月 - 東京茶業会館完成に伴い、事務所を現在地に移転
- 2006年1月 - 通学式「日本茶アドバイザー養成スクール」開校
- 2007年4月 - 社団法人日本茶業中央会から認定制度が移譲され、育成・試験・認定・活動支援と一貫した体制となる。
- 2008年11月 - 日本茶検定公式テキスト『日本茶のすべてがわかる本』発売
- 2009年2月 - 第1回 日本茶検定(インターネット検定)を開始(以降、年3回実施)

### 組織体制
日本茶インストラクター協会は、本部、ブロック、支部で組織を構成している。
本部を東京に置き、全国を7ブロックに区分（北海道ブロック、東日本ブロック、静岡ブロック、東海ブロック、関西ブロック、北九州ブロック、南九州ブロック）し、ブロックごとに試験会場を設置し実施している。また、各ブロックには支部が組織され、所属する会員の資質向上や活動支援を行っている。

## 賞歴
- 2004年 - O-CHAパイオニア賞O-CHA大使特別賞。